# Бідна крихітка
«Бідна крихта» — кінофільм режисера Євгена Гінзбурга, що вийшов на екрани в 2006 році.

## Зміст
Картина — роздум про те, чи зможуть Казка, Мрія і Любов вижити сьогодні і чи є їм місце в сучасному світі. Точніше, в тих маленьких мирках, на які розколотий цей світ, в кожному з яких є свої закони, свої королі і президенти, як в Жаб'єму болоті, своя охорона і бухгалтерія, як в норі у Миші та Крота. Дія нової казки в чому відображає сучасну дійсність, в ній багато гумору, сатири і трохи смутку.

## Ролі
| Актор                   | Роль |
| ----------------------- | ---- |
| Ксенія Князева          | -    |
| Григорій Сіятвінда      | -    |
| Олена Воробей           | -    |
| Марія Аронова           | -    |
| Валерій Гаркалін        | -    |
| Володимир Долінський    | -    |
| В'ячеслав Войнаровський | -    |
| Юлія Рутберг            | -    |
| Армен Джигарханян       | -    |

## Знімальна група
- Режисер — Євген Гінзбург
- Сценарист — Євген Гінзбург
- Композитор — Ігор Назарук